# Ernest Walter Histed
Ernest Walter Histed (Brighton, 1862-Palm Beach, 27 de mayo de 1947) fue un fotógrafo anglo-estadounidense. 
Nacido en Inglaterra, se trasladó a los Estados Unidos, donde creó un negocio exitoso en Chicago y, posteriormente, en Pittsburgh. Regresó al Reino Unido para instalar un estudio fotográfico en Londres, primero en New Bond Street y luego en Baker Street. 
En 1898 fotografió a personalidades como H. Rider Haggard, Clara Butt, el papa Pío X, varios Académicos Reales, o la emperatriz Augusta Victoria de Alemania, cuyo retrato fue encargado por la reina Victoria. A su regreso a Estados Unidos abrió un estudio en la Quinta Avenida de Nueva York. Posteriormente, se trasladó a Palm Beach, Florida, donde continuó trabajando hasta 1934. 
Falleció en Palm Beach en 1947, a la edad de 85 años. 
La mayor parte de su obra se custodia en el Museo de la Ciudad de Nueva York.